# Partnerstwo terytorialne
Partnerstwo terytorialne – dobrowolne otwarte porozumienie co najmniej trzech, zachowujących autonomię, partnerów, reprezentujących co najmniej dwa sektory (z trzech: publicznego, prywatnego i pozarządowego), którzy wspólnie realizują długoterminowe działania na rzecz określonego terytorium (zwykle wyznaczonego granicami zaangażowanych samorządów lokalnych), doskonaląc je i monitorując oraz zachowując zasadę równości w dzieleniu zasobów, odpowiedzialności, ryzyka i korzyści.
Są to zatem lokalne koalicje (grupy) podmiotów i osób, współpracujących na rzecz rozwoju społeczno-gospodarczego określonych subregionów (obejmujących obszar co najmniej 1 gminy, ale najczęściej od kilku do kilkunastu gmin). Ich tworzenie związane jest z ideą propagowania partnerstwa publiczno-prywatnego w zarządzaniu zasobami lokalnymi. W literaturze anglojęzycznej określane są czasem jako partnerstwa „oparte na obszarze” (area-based partnerships). W literaturze polskiej określa się je także jako "grupy partnerskie". We Wspólnocie Europejskiej w trzech kolejnych inicjatywach wspólnotowych LEADER (1991-2006), których celem było wspieranie wielofunkcyjnego rozwoju obszarów wiejskich i aktywizacja społeczności lokalnych, nazywane były Lokalnymi Grupami Działania (Local Action Groups). W Unii Europejskiej w tzw. okresie programowania 2007–2013 uzyskują one znaczne wsparcie finansowe z tzw. Osi 4 Programu Rozwoju Obszarów Wiejskich.
W Polsce w 2007 r. na obszarach wiejskich istniało około 200 partnerstw terytorialnych. Z tego 149 (jako "Lokalne Grupy Działania" – "LGD") skorzystało w latach 2007–2008 w ramach Programu Pilotażowego LEADER+ ze wsparcia finansowego Unii Europejskiej w realizacji działań lokalnych. W 2009 roku w raporcie Ministerstwa Rolnictwa i Rozwoju Wsi wymieniono już 338 Lokalnych Grup Działania obejmujących swym zasięgiem ponad 90% gmin wiejskich i miejsko-wiejskich w Polsce. Po zmianach, od około 2010 r. funkcjonuje 336 Lokalnych Grup Działania uzyskujących dofinansowanie z funduszy Unii Europejskiej.